# Салливан, Гарри Стек
Гарри Стек Салливан (21 февраля 1892, Норуич, штат Нью-Йорк, США — 14 января 1949, Париж, Франция) — американский психолог и психиатр, представитель неофрейдизма, основатель интерперсонального психоанализа.

## Биография
Защитил докторскую диссертацию в Чикагском колледже медицины и хирургии в 1917 году, после этого начал работать военным медиком, принимал участие в Первой мировой войне. Салливан специализировался в области практической психиатрии, что стимулировало его интерес к теоретической психологии. В 1923 году стал профессором в Мэрилендском университете, в 1930—1940-х годах читал лекции по психиатрии и психологии в ряде институтов психоаналитики. 
После 1930 года Салливан посвятил себя главным образом обучению и разработке своих идей, работая с социологами, такими как антрополог Эдвард Сепир. Салливан помог основать Психиатрический фонд Уильяма Алансона Уайта в 1933 году и Школу психиатрии в Вашингтоне (округ Колумбия) в 1936 году, а после Второй мировой войны он помог создать Всемирную федерация психического здоровья. Он также основал (1938) и работал редактором журнала «Психиатрия».
В 1948 году начал издавать «Журнал биологии и патологии» и «Журнал для изучения интерперсональных процессов».
Взгляды
Свой подход Салливан называл «интерперсональной теорией психиатрии». В его основе лежат три принципа, заимствованные им из биологии: принцип коммунального (общественного) существования, принцип функциональной активности и принцип организации.
При этом Салливан модифицирует и соединяет в своей концепции два наиболее распространённых в США психологических направления: психоанализ и бихевиоризм.
Личность человека, по Салливану, не является врождённым качеством, а формируется в общении младенца с окружающими, то есть «личность — это модель повторяющихся межличностных, интерперсональных отношений». В своем развитии ребёнок проходит несколько этапов — от младенчества до юношества, причём на каждом этапе формируется определённая модель. В детстве эта модель формируется на основе совместных со сверстниками игр, в переходный период к юношеству — на основе общения с лицами другого пола и т. д. Ребёнок не рождается с социально детерминированными чувствами, но они формируются у него уже в первые дни и даже часы жизни, и их развитие связано со стремлением человека к разрядке напряжения, создаваемого как требования удовлетворения его потребностей.
Салливан считал, что потребность тем самым и создаёт напряжённость, формируя способы её преодоления — динамизмы, которые являются не только моделями энергетических трансформаций, но и своеобразным способом накопления опыта, знаний, необходимых для удовлетворения потребностей, для адаптации. При этом существуют более и менее важные для жизни динамизмы, которые удовлетворяют разные по степени важности потребности. Главными, ведущими для всех людей потребностями Салливан считал потребность в нежности и потребность в избегании тревоги. Однако возможности их удовлетворения разные, так как для реализации потребности в ласке существуют определённые динамизмы, помогающие ребёнку получать её от близких. Источники же тревоги настолько многообразны и непредсказуемы, что нельзя полностью исключить возможность неприятных, вызывающих беспокойство событий из жизни человека. Таким образом, эта потребность в избегании тревоги становится ведущей для личности и определяет формирование «Я-системы», лежащей в её основе.
Говоря о системе «Я», Салливан выделяет три структуры: хорошее Я, плохое Я и не-Я. Стремление к персонификации себя как хорошего Я и избегание мнений о себе как о плохом Я являются наиболее важными для личности, так как мнение о себе как о плохом является источником постоянной тревоги. Для защиты своей положительной персонификации человек формирует специальный механизм, который Салливан назвал избирательным вниманием. Этот механизм отсеивает все раздражители, которые могут принести тревогу, изменить мнение человека о себе. Так как основные причины тревоги кроются в общении с другими людьми, то избирательное внимание регулирует не только собственную персонификацию, но и образы других людей.
Исходя из идеи о приоритетном влиянии общения на развитие личности, Салливан уделял большое внимание изучению характера общения, формированию образов окружающих. Ему, как и У. Липпману (см. Липпман У. Общественное мнение / Пер. с англ. Т. В. Барчунова, под ред. К. А. Левинсон, К. В. Петренко. М.: Институт Фонда «Общественное мнение», 2004) принадлежит основополагающее для социальной психологии изучение роли стереотипов в восприятии людьми друг друга, исследование формирования контролирующих моделей, которые оптимизируют процесс общения.
Хотя Салливан разделял мнение психоаналитиков о бессознательном характере основных потребностей (в частности, потребностей в нежности и избегании тревоги), но оспаривал мнение об их врождённом характере, как и о врождённости агрессивного инстинкта. Он считал, что и агрессия, и беспокойство с неизбежностью развиваются у ребёнка уже в первые дни его жизни. Он заражается беспокойством от матери, которая волнуется, хорошо ли ему, сыт ли он, здоров ли. В дальнейшем появляются уже собственные причины для беспокойства, стимулирующие развитие избирательного внимания. Неудовлетворение важных для ребёнка потребностей приводит к развитию агрессии, причём в зависимости от того, какая структура Я-системы более развита — хорошее Я или плохое Я, — доминирует тот или иной способ решения ситуации. Так, при доминировании плохого Я вина чаще всего перекладывается на других. Эти идеи Салливана легли в основу некоторых тестов.
Теория Салливана явилась одной из первых попыток соединить различные подходы к пониманию закономерностей развития личности. Успешность этого опыта привела к стремлению современных психологов заимствовать наиболее значимые взгляды и открытия из разных психологических школ, расширяя рамки традиционных направлений. Работы Салливана оказали большое влияние не только на психологию личности, но и на социальную психологию, положив начало многочисленным исследованиям особенностей восприятия при общении людей.

## Работы учёного
- Психопатология личности (Personal Psychopathology, 1934, опубл. в 1970);
- Концепции современной психиатрии (Conceptions of Modern Psychiatry, 1940);
- Интерперсональная теория психиатрии (Interpersonal Theory of Psychiatry, 1953);
- Психиатрическое интервью (Psychiatric Interview, 1954);
- Шизофрения как человеческий процесс (Schizophrenia as a Human Process, 1962);
- Синтез психиатрии и социальных наук (The Fusion of Psychiatry and Social Science, 1964).